# Sébastien Frangolacci
Sébastien Frangolacci (ur. 31 marca 1976 w Champigny-sur-Marne) – francuski siatkarz, grający na pozycji przyjmującego. Były reprezentant kraju. W drużynie narodowej w latach 2001–2005 rozegrał 99 spotkań.

## Sukcesy klubowe
Mistrzostwo Francji:
- 2002, 2003, 2016
- 2015
- 1998

Puchar Francji:
- 2004, 2012

Superpuchar Francji:
- 2004

Liga Mistrzów:
- 2007

## Sukcesy reprezentacyjne
Mistrzostwa Świata:
- 2002

Mistrzostwa Europy:
- 2003